# Mjötjärnen (Hortlax socken, Norrbotten, 724170-175671)
Mjötjärnen är en sjö i Piteå kommun i Norrbotten och ingår i Jävreåns huvudavrinningsområde.